# Aidomyia femoralis
Aidomyia femoralis är en tvåvingeart som beskrevs av Kertesz 1916. Aidomyia femoralis ingår i släktet Aidomyia och familjen vapenflugor.
Artens utbredningsområde är Taiwan. Inga underarter finns listade i Catalogue of Life.